# Nikola Boranijašević
Nikola Boranijašević (srbská cyrilice: Никола Боранијашевић; * 19. května 1992) je srbský profesionální fotbalista, který hraje na pozici pravého obránce za turecký klub Konyaspor.

## Kariéra
Boranijašević podepsal smlouvu s Lausanne-Sport 7. ledna 2019.